# Frederik Vesti
Frederik Vesti (Vejle, Dinamarca; 13 de enero de 2002) es un piloto de automovilismo danés. Fue subcampeón de la Fórmula 4 Danesa en 2017 y campeón de la Fórmula Regional Europea en 2019. En 2023 resultó subcampeón del Campeonato de Fórmula 2 de la FIA con Prema Racing. Entre 2021 y 2024 fue miembro del Equipo Júnior de Mercedes.

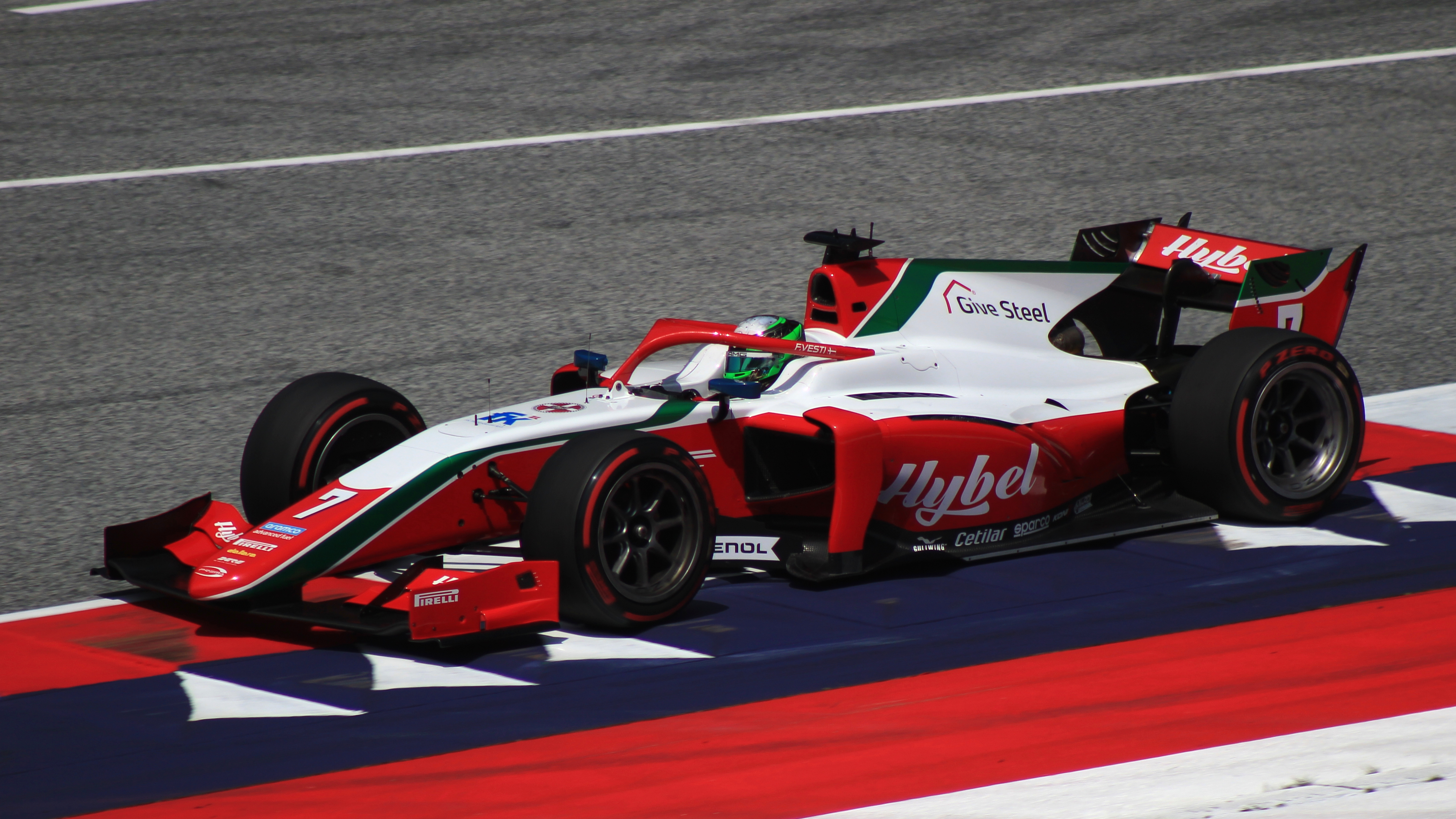
Frederik Vesti manejando para PREMA Racing en la Fórmula 2.

Hizo su debut en Fórmula 1 con Mercedes en los entrenamientos libres del Gran Premio de la Ciudad de México de 2023.

## Carrera

### Inicios
Vesti comenzó su carrera en el karting en 2011. Fue campeón de varias competiciones entre los años 2012 y 2015 a nivel nacional e internacional.

### Fórmulas inferiores
En 2016 pasó a carreras de monoplazas, comenzando en el Campeonato de Dinamarca de Fórmula Ford. Ganó una carrera en Ring Djursland y estuvo en el podio en otras cinco carreras, terminando en la cuarta posición con 254 puntos en el campeonato.

### Fórmula 4

#### ADAC Fórmula 4
En 2017, Frederik hizo su debut en ADAC Fórmula 4 con la escudería Van Amersfoort Racing, ganó una carrera en Motorsport Arena Oschersleben y subió al podio en otras dos carreras para poder terminar séptimo con 113 puntos.
Renovó contrato con la escudería neerlandesa para 2018. Ganó dos carreras en las rondas de Hockenheim y Nürburgring respectivamente. Finalmente terminó cuarto en el Campeonato de Pilotos con 211 puntos, detrás de Lirim Zendeli, Liam Lawson y Enzo Fittipaldi.

#### Campeonato de Italia de Fórmula 4
En 2018 además del campeonato ADAC, también participó en el Campeonato de Italia de Fórmula 4 en la ronda de Le Castellet, en Paul Ricard, donde se llevó la victoria en la carrera 2 y 3.

### Campeonato Europeo de Fórmula 3 de la FIA
En 2018, hizo su debut en la última ronda del Campeonato Europeo de Fórmula 3 de la FIA con Van Amersfoort Racing. Finalizó en el décimo lugar en la primera carrera, pero al ser piloto invitado, no se le fue otorgado el punto.

### Campeonato de Fórmula Regional Europea
En febrero de 2019, Vesti pasó a Prema Powerteam para disputar la temporada inaugural del Campeonato de Fórmula Regional Europea. Logró trece victorias en veinte podios a lo largo del año, y diez pole positions para poder quedarse con el Campeonato de Pilotos y el de novatos con 467 y 507 puntos respectivamente.

### Campeonato de Fórmula 3 de la FIA

#### 2020
En 2020 siguió con Prema para participar en el Campeonato de Fórmula 3 de la FIA, junto a Oscar Piastri y Logan Sargeant. Logró su primera victoria en la segunda ronda en Spielberg tras salir desde la pole. Subió al podio en la carrera 2 de Spa-Francorchamps, y volvió a ganar en las carreras 1 de Monza y Mugello. Finalmente acabó cuarto en el Campeonato de Pilotos detrás de Piastri (1.º) y Sargeant (3.º).

#### 2021

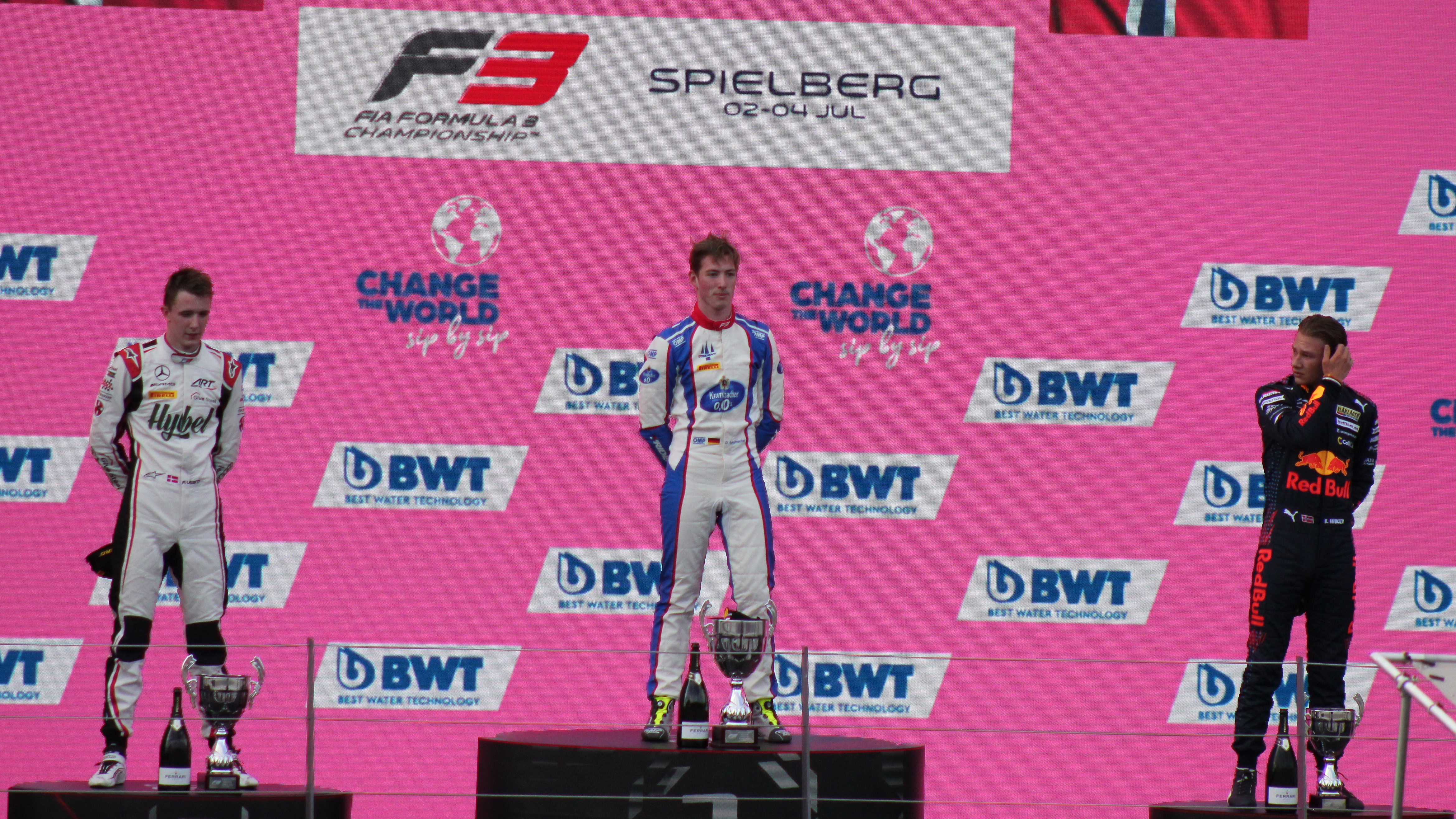
Vesti (izquierda) en el podio de la ronda en Red Bull Ring.

A mediados de enero de 2021, el danés firmó contrato con ART Grand Prix para disputar su segundo año en la categoría. Anteriormente disputó las pruebas de postemporada en Jerez de la Frontera con el mismo equipo. Ganó por primera vez en el año en la carrera 3 de la ronda en Austria. Previamente había subido al podio en España y en la carrera 2 de la ronda austriaca respectivamente, y obtuvo la pole position en Francia.

### Fórmula 1
Desde 2021 Vesti es integrante del Equipo Júnior de Mercedes. En 2022, el danés disputó los entrenamientos de postemporada 2022 de Fórmula 1 en el circuito Yas Marina al volante del Mercedes W13. Logró el vigesimoprimer mejor tiempo de la sesión, por delante del británico George Russell.
En 2023 se confirmó que se subirá al W14 de Russell, debutando en los entrenamientos libres del Gran Premio de la Ciudad de México en octubre.

## Resumen de carrera
| Temporada | Categoría                                 | Equipo                                 | Carreras          | Victorias         | Poles             | VR                | Podios            | Puntos            | Pos.              |
| --------- | ----------------------------------------- | -------------------------------------- | ----------------- | ----------------- | ----------------- | ----------------- | ----------------- | ----------------- | ----------------- |
| 2016      | Campeonato de Dinamarca de Fórmula Ford   | —                                      | ?                 | ?                 | ?                 | ?                 | ?                 | 254               | 4.º               |
| 2017      | ADAC Fórmula 4                            | Van Amersfoort Racing                  | 21                | 1                 | 0                 | 2                 | 3                 | 113               | 7.º               |
| 2017      | Campeonato de Fórmula 4 Danesa            | Vesti Motorsport                       | 15                | 8                 | 5                 | 5                 | 15                | 320               | 2.º               |
| 2017      | Campeonato de Estados Unidos de Fórmula 4 | Global Racing Group                    | 2                 | 0                 | 0                 | 0                 | 0                 | 1                 | 29.º              |
| 2018      | ADAC Fórmula 4                            | Van Amersfoort Racing                  | 21                | 2                 | 1                 | 3                 | 8                 | 211               | 4.º               |
| 2018      | Campeonato de Italia de Fórmula 4         | Van Amersfoort Racing                  | 3                 | 2                 | 1                 | 1                 | 3                 | 68                | 10.º              |
| 2018      | Campeonato Europeo de Fórmula 3 de la FIA | Van Amersfoort Racing                  | 3                 | 0                 | 0                 | 0                 | 0                 | 0                 | NC†               |
| 2018      | Gran Premio de Macao                      | Van Amersfoort Racing                  | 2                 | 0                 | 0                 | 0                 | 0                 | N/A               | 15.º              |
| 2019      | Campeonato de Fórmula Regional Europea    | Prema Powerteam                        | 24                | 13                | 10                | 9                 | 20                | 467               | 1.º               |
| 2019      | Gran Premio de Macao                      | SJM Prema Theodore Racing              | 2                 | 0                 | 0                 | 0                 | 0                 | N/A               | 10.º              |
| 2020      | Campeonato de Fórmula 3 de la FIA         | Prema Racing                           | 18                | 3                 | 1                 | 3                 | 4                 | 146.5             | 4.º               |
| 2021      | Campeonato de Fórmula 3 de la FIA         | ART Grand Prix                         | 20                | 1                 | 1                 | 0                 | 5                 | 138               | 4.º               |
| 2022      | Campeonato de Fórmula 2 de la FIA         | ART Grand Prix                         | 28                | 1                 | 1                 | 1                 | 5                 | 117               | 9.º               |
| 2022      | Fórmula 1                                 | Mercedes-AMG Petronas Formula One Team | Piloto de pruebas | Piloto de pruebas | Piloto de pruebas | Piloto de pruebas | Piloto de pruebas | Piloto de pruebas | Piloto de pruebas |
| 2023      | Campeonato de Fórmula 2 de la FIA         | PREMA Racing                           | 25                | 6                 | 1                 | 1                 | 10                | 192               | 2.º               |
| 2023      | Fórmula 1                                 | Mercedes-AMG PETRONAS Formula One Team | Piloto de pruebas | Piloto de pruebas | Piloto de pruebas | Piloto de pruebas | Piloto de pruebas | Piloto de pruebas | Piloto de pruebas |
| 2024      | European Le Mans Series - LMP2            | Cool Racing                            | 6                 | 0                 | 0                 | 0                 | 2                 | 34                | 9.º               |
| 2024      | 24 Horas de Le Mans - LMP2                | Cool Racing                            |                   |                   |                   |                   |                   |                   | 10.º              |
| 2024      | IMSA SportsCar Championship - LMP2        | Tower Motorsports                      | 1                 | 0                 | 0                 | 0                 | 0                 | 281               | 43.º              |
| 2024      | GT World Challenge Europe Endurance Cup   | Mercedes-AMG Team GruppeM Racing       | 1                 | 0                 | 0                 | 0                 | 0                 | 0                 | NC                |
| 2024      | Fórmula 1                                 | Mercedes-AMG PETRONAS Formula One Team | Piloto de pruebas | Piloto de pruebas | Piloto de pruebas | Piloto de pruebas | Piloto de pruebas | Piloto de pruebas | Piloto de pruebas |
| 2025      | IMSA SportsCar Championship - GTP         | Cadillac Whelen                        | Disputándose      | Disputándose      | Disputándose      | Disputándose      | Disputándose      | Disputándose      | Disputándose      |
| 2025      | Fórmula 1                                 | Mercedes-AMG PETRONAS Formula One Team | Piloto de pruebas | Piloto de pruebas | Piloto de pruebas | Piloto de pruebas | Piloto de pruebas | Piloto de pruebas | Piloto de pruebas |
| Fuente:   |                                           |                                        |                   |                   |                   |                   |                   |                   |                   |

- † Vesti fue piloto invitado, por lo tanto no fue apto para sumar puntos.

## Resultados

### Campeonato Europeo de Fórmula 3 de la FIA
(Clave) (negrita indica pole position) (cursiva indica vuelta rápida)

| Año     | Equipo                | Motor    | 1     | 2     | 3     | 4     | 5     | 6     | 7     | 8     | 9     | 10    | 11    | 12    | 13    | 14    | 15    | 16    | 17    | 18    | 19    | 20    | 21    | 22    | 23    | 24    | 25    | 26    | 27    | 28       | 29       | 30       | Pos. | Puntos |
| ------- | --------------------- | -------- | ----- | ----- | ----- | ----- | ----- | ----- | ----- | ----- | ----- | ----- | ----- | ----- | ----- | ----- | ----- | ----- | ----- | ----- | ----- | ----- | ----- | ----- | ----- | ----- | ----- | ----- | ----- | -------- | -------- | -------- | ---- | ------ |
| 2018    | Van Amersfoort Racing | Mercedes | PAU 1 | PAU 2 | PAU 3 | HUN 1 | HUN 2 | HUN 3 | NOR 1 | NOR 2 | NOR 3 | ZAN 1 | ZAN 2 | ZAN 3 | SPA 1 | SPA 2 | SPA 3 | SIL 1 | SIL 2 | SIL 3 | MIS 1 | MIS 2 | MIS 3 | NÜR 1 | NÜR 2 | NÜR 3 | RBR 1 | RBR 2 | RBR 3 | HOC 1 10 | HOC 2 20 | HOC 3 14 | NC†  | 0†     |
| Fuente: |                       |          |       |       |       |       |       |       |       |       |       |       |       |       |       |       |       |       |       |       |       |       |       |       |       |       |       |       |       |          |          |          |      |        |

- † Como piloto invitado, no fue apto para puntuar.

### Campeonato de Fórmula 3 de la FIA
(Clave) (negrita indica pole position) (cursiva indica vuelta rápida puntuable)

| Año  | Escudería    | 1    | 1    | 2    | 2    | 3   | 3   | 4    | 4    | 5    | 5    | 6   | 6   | 7   | 7   | 8   | 8   | 9   | 9   | Pos. | Puntos | Ref.   |
| ---- | ------------ | ---- | ---- | ---- | ---- | --- | --- | ---- | ---- | ---- | ---- | --- | --- | --- | --- | --- | --- | --- | --- | ---- | ------ | ------ |
| 2020 | Prema Racing | SPI1 | SPI1 | SPI2 | SPI2 | BUD | BUD | SIL1 | SIL1 | SIL2 | SIL2 | BAR | BAR | SPA | SPA | MNZ | MNZ | MUG | MUG | 4.º  | 146.5  | [ 19 ] |
| 2020 | Prema Racing | 4    | 6    | 1    | 8    | Ret | Ret | 5    | 4    | 4    | 8    | Ret | 21  | 6   | 2   | 1   | 23† | 1   | 9   | 4.º  | 146.5  | [ 19 ] |

| Año  | Escudería      | 1   | 1   | 1   | 2   | 2   | 2   | 3   | 3   | 3   | 4   | 4   | 4   | 5   | 5   | 5   | 6   | 6   | 6   | 7   | 7   | 7   | Pos. | Puntos | Ref.   |
| ---- | -------------- | --- | --- | --- | --- | --- | --- | --- | --- | --- | --- | --- | --- | --- | --- | --- | --- | --- | --- | --- | --- | --- | ---- | ------ | ------ |
| 2021 | ART Grand Prix | BAR | BAR | BAR | LEC | LEC | LEC | SPI | SPI | SPI | BUD | BUD | BUD | SPA | SPA | SPA | ZAN | ZAN | ZAN | SOC | SOC | SOC | 4.º  | 138    | [ 23 ] |
| 2021 | ART Grand Prix | 7   | 3   | 7   | 15  | 10  | 6   | 7   | 2   | 1   | Ret | 16  | 7   | 4   | 6   | 6   | 9   | 3   | 8   | 8   | C   | 2   | 4.º  | 138    | [ 23 ] |

### Campeonato de Fórmula 2 de la FIA
(Clave) (negrita indica pole position) (cursiva indica vuelta rápida puntuable)

| Año  | Escudería      | 1   | 1   | 2   | 2   | 3   | 3   | 4   | 4   | 5   | 5   | 6   | 6   | 7   | 7   | 8   | 8   | 9   | 9   | 10  | 10  | 11  | 11  | 12  | 12  | 13  | 13  | 14  | 14  | Pos. | Puntos | Ref.   |
| ---- | -------------- | --- | --- | --- | --- | --- | --- | --- | --- | --- | --- | --- | --- | --- | --- | --- | --- | --- | --- | --- | --- | --- | --- | --- | --- | --- | --- | --- | --- | ---- | ------ | ------ |
| 2022 | ART Grand Prix | SAK | SAK | YED | YED | IMO | IMO | BAR | BAR | MON | MON | BAK | BAK | SIL | SIL | SPI | SPI | LEC | LEC | BUD | BUD | SPA | SPA | ZAN | ZAN | MNZ | MNZ | YMC | YMC | 9.º  | 117    | [ 31 ] |
| 2022 | ART Grand Prix | 13  | Ret | 12  | 18† | 10  | 6   | 7   | 3   | 11  | 14  | 1   | 7   | 6   | 5   | 12  | 14  | 5   | 3   | 5   | 4   | 15  | 11  | 11  | 15  | 2   | 2   | 11  | 11  | 9.º  | 117    | [ 31 ] |
| 2023 | PREMA Racing   | SAK | SAK | YED | YED | MEL | MEL | BAK | BAK | MON | MON | BAR | BAR | SPI | SPI | SIL | SIL | BUD | BUD | SPA | SPA | ZAN | ZAN | MNZ | MNZ | YMC | YMC |     |     | 2.º  | 192    | [ 32 ] |
| 2023 | PREMA Racing   | 17  | Ret | 6   | 1   | 8   | 4   | 2   | 4   | 9   | 1   | 1   | 5   | 9   | 3   | 1   | Ret | 9   | 2   | 6   | DNS | 7   | Ret | 1   | Ret | 1   | 3   |     |     | 2.º  | 192    | [ 32 ] |

### Fórmula 1
(Clave) (negrita indica pole position) (cursiva indica vuelta rápida)

| Año     | Escudería                              | 1   | 2   | 3   | 4      | 5   | 6   | 7   | 8   | 9   | 10  | 11  | 12  | 13  | 14  | 15  | 16  | 17  | 18  | 19     | 20  | 21  | 22     | 23  | 24  | Pos. | Puntos |
| ------- | -------------------------------------- | --- | --- | --- | ------ | --- | --- | --- | --- | --- | --- | --- | --- | --- | --- | --- | --- | --- | --- | ------ | --- | --- | ------ | --- | --- | ---- | ------ |
| 2023    | Mercedes-AMG PETRONAS Formula One Team | BHR | ARA | AUS | AZE    | MIA | MON | ESP | CAN | AUT | GBR | HUN | BEL | NED | ITA | SIN | JPN | QAT | USA | MEX TD | SÃO | LVG | ABU TD |     |     |      |        |
| 2025    | Mercedes-AMG PETRONAS Formula One Team | AUS | CHN | JPN | BHR TD | ARA | MIA | EMI | MON | ESP | CAN | AUT | GBR | BEL | HUN | NED | ITA | AZE | SIN | USA    | MEX | SÃO | LVG    | QAT | ABU |      |        |
| Fuente: |                                        |     |     |     |        |     |     |     |     |     |     |     |     |     |     |     |     |     |     |        |     |     |        |     |     |      |        |

### 24 Horas de Le Mans
| Año     | Equipo      | Copilotos            | Automóvil       | Clase | Vueltas | Pos. | Pos. Clase |
| ------- | ----------- | -------------------- | --------------- | ----- | ------- | ---- | ---------- |
| 2024    | Cool Racing | Matt Bell Naveen Rao | Oreca 07-Gibson | LMP2  | 291     | 24.º | 10.º       |
| Fuente: |             |                      |                 |       |         |      |            |